# Ritratto di Everhard Jabach
Il Ritratto di Everhard Jabach è un dipinto del 1688 del pittore francese Hyacinthe Rigaud che rappresenta il banchiere Everhard Jabach. Del quadro esistono in tutto ad oggi sette versioni, di cui la più importante è certamente quella conservata a Bussy-le-Grand, la quale ad ogni modo non eccelle per dettagli che invece sono chiaramente ravvisabili nelle altre opere.

## Genesi dell'opera
L'opera fu probabilmente frutto di un fruttuoso incontro della passione comune del banchiere Everhard Jabach e del pittore Hyacinthe Rigaud per la pittura del fiammingo Antoon Van Dyck che fece incontrare i due per la prima volta nel campo dell'arte. 
Direttore della Compagnia francese delle Indie orientali e celebre collezionista, Jabach fu uno dei grandi fornitori di opere d'arte di Luigi XIV di Francia, riuscendo a procurargli opere di spicco come il celebre ritratto dei due principi palatini realizzato da Van Dyck nel 1637 (oggi al Museo del Louvre di Parigi) che venne messo in vendita ed acquistato dal Re Sole nel 1671 e di cui Rigaud fece una copia che lasciò poi in eredità al suo figlioccio, Hyacinthe Collin de Vermont. 
Alcuni storici hanno suggerito che il pittore Charles de La Fosse, amico di Jabach e vecchio professore di Rigaud all'Académie royale de peinture et de sculpture, sia stato il tramite tra i due uomini..

## Un quadro, tanti esemplari differenti
Del ritratto realizzato da Rigaud, lo stesso pittore realizzò delle copie chiaramente ispirate nello stile e nei colori alla tela originaria, eppure tra loro molto differenti.

### Mulhouse, musée des beaux-arts

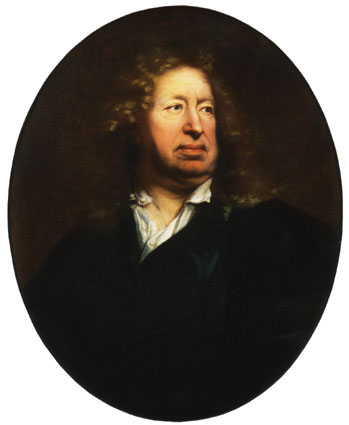
Jabach in un ritratto di Rigaud. Mulhouse.

La tela presente a Mulhouse (un ovale di 81x65 cm) venne donata da Engel Dollfus alla Société Industrielle di Mulhouse nel 1869-70 e venne messa in deposito perpetuo presso il Musée des beaux-arts de Mulhouse nel 1970. Un'altra versione di dimensioni simili (80x62 cm) si trovava presso la collezione Mniezech e venne poi venduta a Parigi il 10 aprile 1902. Questa versione era ad ogni modo una versione rettangolare della tela.
Il soggetto e i temi dell'opera sono comparabili al ritratto di Mansart realizzato nel 1685 (costato 132 livres), a quello di Jean de Brunenc del 1687 (258 livres e 10 soldi) ed a quello di Maximilien Titon del 1688 (270 livres) ed ancor più a quello di Jean-Baptiste de Monginot realizzato in quello stesso anno (202 livres e 10 soldi). Il grande ovale di Mulhouse, dalla tecnica raffinata e precisa, ricalca chiaramente l'originale oggi conservato al castello di Bussy-Rabutin.

### Pesaro, Palazzo Montani Antaldi, Fondazione Cassa di Risparmio

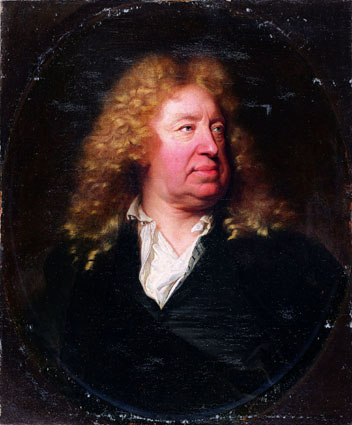
Jabach in un ritratto di Rigaud. Pesaro

Forse in origine un ovale, del quadro esiste un'altra copia (78x64 cm), conservata oggi a Pesaro, la quale si ravvicina molto alla copia di Mulhouse per le sue dimensioni, ma offre un aspetto e colori più vigorosi (ravvisabili in particolare nella parrucca e nella camicia). Attualmente il quadro è inquadrato in una tela quadrangolare.
A. James-Sarazin, in una sua comunicazione al museo di Pesaro, l'ha definito come una seconda versione della tela di Mulhouse, anche se non esclude che le due tele possano essere studi preparatori per la tela conservata a Bussy-le-Grand.

### Bussy-le-Grand, castello di Bussy-Rabutin
Acquistata in un'asta pubblica nel 1821, dal conte di Sarcus, questa grande tela rappresenta l'opera principale definita "Ritratto di Everhard Jabach" (135x105.5), malamente compiuta nelle parti del corpo e in parte rovinata ma che attesta probabilmente l'idea originale che Hyacinthe Rigaud aveva nella realizzazione di un ritratto di Everhard Jabach. 
Identificata talvolta come "uomo con guanti grigi", essa è indubbiamente il ritratto di Jabach che Rigaud progettava di realizzare e che la committenza richiedeva come "a mezzo busto a grandezza naturale": il personaggio è rappresentato con un guanto in una mano, e l'altra col guanto in mano. Questo ritratto è stato corredato da una serie di studi a schizzo realizzati dallo stesso Rigaud per la figura dell'amico banchiere in piedi, ma in una posa innaturale, col corpo ruotato a sinistra e il viso rivolto dalla parte opposta. Probabilmente l'opera sostò a lungo nel laboratorio di Rigaud, incompiuta in buona parte di essa, e forse affidata nell'esecuzione del corpo ai suoi allievi. Nel dettaglio del volto è invece chiaramente ravvisabile la mano del maestro.

### Berlin, Staatliche Museen Preussischer Kulturbesitz

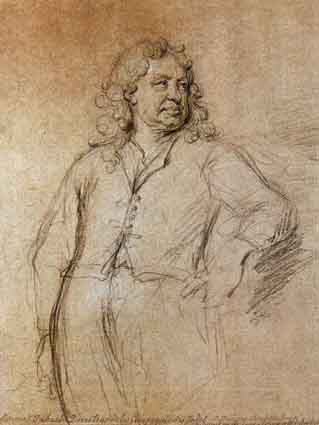
Jabach in un disegno di Rigaud. Berlino

Al Kupferstichkabinett di Berlino, si trova un disegno (Inv. KdZ 1679) realizzato a carboncino su carta beige (dim. 33x24 cm). In basso al disegno si trova un'iscrizione che per lungo tempo ha indotto in errore gli storici dell'arte: «Everard Jabach Directeur de la Compagnie des Indes. Dessiné par Charles Le Brun / ce Portrait m’a été donné à Cologne par Mr de Borsch le 20 […]. » 
Secondo il museo di Berlino, l'origine di questo disegno è incerta dal momento che i documenti d'archivio del museo andarono perduti durante la seconda guerra mondiale. Esso in realtà propone una postura pressoché analoga al dipinto di Rigaud conservato presso il castello di Bussy-Rabutin e rappresenta probabilmente la prima idea compositiva del pittore francese: le mani appaiono visibili e senza guanti, ma ciò che rimane inalterata e chiaramente riconoscibile è la fisionomia di Jabach, come pure l'espressione e la postura del capo. 

### Tournai, musée des Beaux-Arts

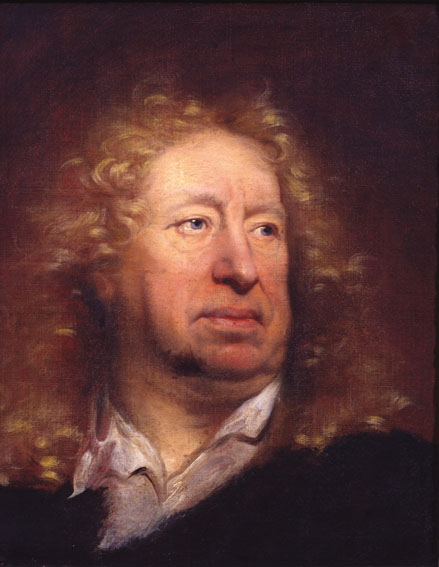
Jabach in un ritratto di Rigaud. Tournai

Nella collezione del museo delle belle arti di Tournai è conservata una tela rappresentante il banchiere Jabach anch'essa di Rigaud. Il dipinto si basa su una preparazione di fondo rosso che ha certamente aiutato l'artista nella realizzazione della parrucca del committente che qui si trova molto più vaporosa rispetto alla versione di Mulhouse.
Di modeste dimensioni (49 cmx38 cm), la tela di Tournai differisce dalle altre copie anche per la forma del collo della camicia.

### Colonia, Wallraf-Richartz museum

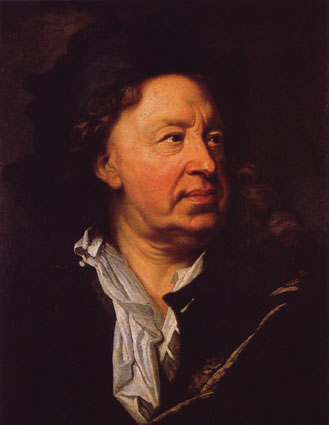
Jabach in un ritratto di Rigaud. Cologne

Opera principale della collezione della Fondation Corboud (Inv. Nr. WRM 1066), quest'ultima versione del ritratto di Everhard Jabach eseguita da Hyacinthe Rigaud (58,5 cmx47 cm) appartenne a Thomas Jacob Tosetti a Colonia. Venduta a Parigi il 1 giugno 1830, la ritroviamo a Colonia nella collezione di Adolph Nückel, e poi in quella di Eduard Schenk nel 1848, proprietario quest'ultimo che la donò infine al museo nel 1860.
Fino a non molto tempo fa, questa versione era vista come un dipinto preparatorio della tela di Bussy-Rabutin, anche se essa presenta delle differenze sostanziali. Pur riprendendo il ritratto del dipinto definitivo, l'uso dei colori scuri appare predominante, sebbene i dettagli appaiano più marcati. Nel 1770, la margravia Carolina Luisa di Baden-Durlach (1723-1783) ad un'asta acquistò l'autoritratto detto "col mantello rosso" diHyacinthe Rigaud al posto di un ritratto di "Jaback […] che mi sembrò meno interessante [...]" come ella stessa ebbe a scrivere in una letta in quell'occasione; potrebbe trattarsi quindi dell'opera di Colonia.